# Tuna Luso Brasileira
Il Tuna Luso Brasileira, noto anche semplicemente come Tuna Luso, è una società calcistica brasiliana con sede nella città di Belém, capitale dello stato del Pará.

## Storia
Il Tuna Luso Brasileira è stato fondato il 1º gennaio 1903.
Nel 1979, il Tuna Luso ha partecipato al Campeonato Brasileiro Série A per la prima volta. Il club ha terminato al 71º posto.
Nel 1984, il club ha partecipato di nuovo al Campeonato Brasileiro Série A, terminando al 30º posto. È stata la miglior prestazione del club in questa competizione.
Nel 1985, il club ha vinto il Campeonato Brasileiro Série B, dopo aver sconfitto il Goytacaz e il Figueirense nella finale a tre.
Nel 1986, il Tuna Luso ha partecipato per l'ultima volta al Campeonato Brasileiro Série A. Il club ha terminato al 43º posto.
Nel 1992, il club ha vinto il Campeonato Brasileiro Série C, dopo aver sconfitto il Fluminense de Feira in finale.

## Palmarès

### Competizioni nazionali
- Campeonato Brasileiro Série B: 1

1985
- Campeonato Brasileiro Série C: 1

1992

### Competizioni statali
- Campionato Paraense: 10

1937, 1938, 1941, 1948, 1951, 1955, 1958, 1970, 1983, 1988
- Copa Grão Pará: 1

2024